# Trichostrongylus axei
Trichostrongylus axei är en rundmaskart som först beskrevs av Thomas Spencer Cobbold 1879.  Trichostrongylus axei ingår i släktet Trichostrongylus och familjen Trichostrongylidae. Arten är reproducerande i Sverige. Inga underarter finns listade i Catalogue of Life.